# مالابار ۷۵۴

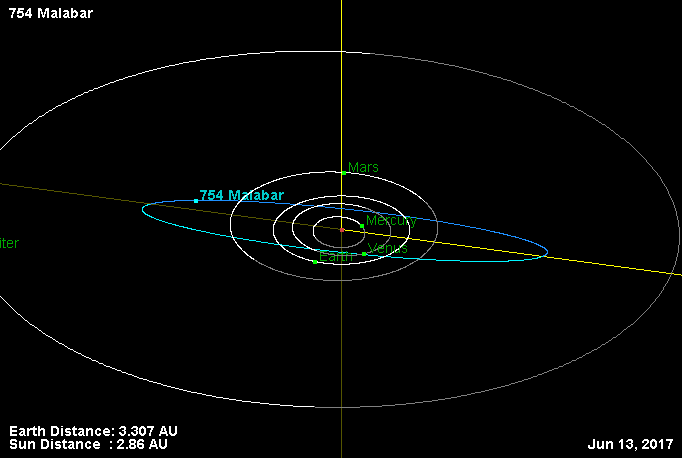
نمایی از محل قرارگیری سیارک مالابار ۷۵۴ در مدار – ۲۰۱۷

سیارک ۷۵۴ (به انگلیسی: 754 Malabar، نامگذاری:1906UT) هفتصد و پنجاه و چهارمین سیارک کشف شده‌است که در ۲۲ اوت ۱۹۰۶ و در هایدلبرگ کشف شد.
قدر مطلق سیارک برابر ۹٫۱۹ است.